# 軍事攻略
軍事攻略（英語：Xtension），是一匹曾在英國、愛爾蘭、法國和在香港出賽的已退役賽駒，來港後練馬師是約翰摩亞。競賽生涯中兩勝國際一級賽。

## 競賽生涯

### 英國
Xtension在英國古活馬場取得處女馬賽勝利後，就一直挑戰分級賽，當中勝出7月在古活舉行的二級賽Vintage錦標。此馬曾經兩度與多奪一級賽冠軍小鎮風情交鋒，但最終不敵對手大敗而回。牠曾經在五月角逐英國二千堅尼錦標，跑了一席第四。在2010年7月於法國兩場賽事無功而還後，就以高價被羅傑承買入，在香港作賽。

### 香港

#### 2010-11年馬季
軍事攻略以自購馬來到香港後，被香港賽馬會評為98分，比起不少自購馬較高，在香港國際賽事賽日的第一班千四米賽事中上陣，結果跑第四名而回。接著在2011年元旦日角逐一班1600米賽事，與加州萬里鬥後上，僅負對手跑亞軍而回。1月23日在香港四歲馬系列出戰，先在香港經典一哩賽跑第二，再於香港經典盃後上不及只得第四。3月20日出戰香港打吡大賽，面對後上的雄心威龍，在最後100米僅僅無法招架以第二名完成。其後，約翰摩亞讓其集中於一哩賽事發展。角逐寶馬冠軍一哩賽，最後在200米在天久帶出，最終由軍事攻略反超前勝出賽事。在馬季結束後，約翰摩亞曾一度考慮軍事攻略角逐澳洲覺士盾，不過最終未能成行。

#### 2011-12年馬季
軍事攻略於10月1日三級賽國慶盃復出，在路程不合再加負重磅下，取得一席第五。三星期後在沙田錦標成為大熱門，最終在不敵加州萬里後上下跑第二。其後在馬會一哩錦標於蝕位下，以不到一個馬位以第五名完成。其後首次角逐香港一哩錦標，成為大熱門下，取得一席季軍。
1月尾，軍事攻略在董事盃復出，僅不敵雄心威龍下跑第二而回。一個月後在香港金盃上陣，採取較主動的跑法下，再戰較長距離的賽事奪得亞軍。一個月後與香港馬王雄心威龍以及香港盃冠軍加州萬里一同角逐美丹馬場舉行的杜拜免稅店盃，在直路走勢不錯下，以第五名完成，是三匹香港賽駒中表現最好的一匹。返回香港後，出戰寶馬冠軍一哩賽，並由紐西蘭好手麥道朗執韁，在馬迷擔心此駒遠征杜拜後未能發揮應有的實力，獨贏只有18倍，在最後200米與精彩日子單打獨鬥，最終險勝而回，繼牛精福星及步步穩後，成為第三匹勝出兩屆冠軍一哩賽馬匹，軍事攻略更成為繼靚蝦王後，另一匹遠征杜拜後回港季內第一仗即勝的香港馬匹。
其後被新加坡賽馬公會獲邀參加新加坡航空國際盃，最終以疲勞及體重過輕為由取消參賽。改在6月17日的精英盃上陣，負133磅後以第十一名完成，賽後只能解釋因為路程過短，不適合馬匹發揮。

#### 2012-13年馬季
軍事攻略在10月24日接受獸醫檢驗，獸醫X光檢查發現該駒右前蹄球節變異，因傷錯過了沙田錦標，改為角逐馬會一哩錦標，在準備不足、並首次由柏寶執韁的情況下，以第五名完成。及後再度出戰浪琴表香港一哩錦標，以第七名完成賽事。2013年首場賽事董事盃中，首次由馬偉昌策騎，但未能回復狀態，結果包尾而回。軍事攻略在香港金盃強配韋達，最後取得一席季軍。隨後，軍事攻略首次由潘頓執韁，角逐主席錦標，但僅以第五名過終點；其後軍事攻略再由紐西蘭好手麥道朗執韁，挑戰冠軍一哩賽三連霸，最後衛冕失敗，以第六名過終點，落後頭馬花月春風四個馬位。6月13日，軍事攻略接受獸醫檢驗，被發現右肩腫脹，最後放棄角逐精英盃。

#### 2013-14年馬季
軍事攻略於10月1日三級賽國慶盃復出，在路程不合、負磅過重的情況下，僅以第十二名過終點。26天後在東方表行沙田錦標上陣，並且改配郭能，但表現令人失望，僅以第九名過終點。不過，11月17日，軍事攻略狀態回勇，在潘頓胯下角逐中銀理財馬會一哩錦標，後上取得一席第三；其後第三度角逐浪琴表香港一哩錦標，並繼續由潘頓策騎，但沿途留後競跑，最後以第九名過終點。
2014年1月15日，軍事攻略因左前腿不良於行關係退出董事盃，並於2月4日宣布退役。

## 配種生涯
軍事攻略退役後，前往爱尔兰轉任種馬，直至2018年才有首批子嗣到港，「駿馬輝煌」就是「軍事攻略」的首批在港子嗣之一。

## 詳細賽績
| 日期       | 馬場       | 距離   | 級別 | 賽事名稱           | 負重（磅） | 騎師   | 名次/出馬 | 時間      | 與頭馬距離 | 冠軍（亞軍）     |
| ---------- | ---------- | ------ | ---- | ------------------ | ---------- | ------ | --------- | --------- | ---------- | ---------------- |
| 29/5/2009  | 古活       | 草6f   |      | 兩歲馬處女馬賽     | 123        | 卡比   | 1/9       | 1:12.87   | 4          | (Jehu)           |
| 16/6/2009  | 雅士谷     | 草6f   | G2   | 高雲地利錦標       | 127        | 卡比   | 2/13      | (1:13.64) | 6          | 小鎮風情         |
| 29/7/2009  | 古活       | 草7f   | G2   | 葡萄酒錦標         | 126        | 卡比   | 1/10      | 1:27.46   | 1-1/4      | (Mata Keranjang) |
| 17/10/2009 | 新市場     | 草7f   | G1   | 杜何斯特錦標       | 127        | 卡比   | 3/15      | (1:23.49) | 頸         | 樂聖             |
| 1/5/2010   | 新市場     | 草8f   | G1   | 二千堅尼錦標       | 126        | 卡比   | 4/19      | (1:36.35) | 2-3/4      | 馬勁飛           |
| 22/5/2010  | 卻拉       | 草8f   | G1   | 愛爾蘭二千堅尼錦標 | 126        | 卡比   | 5/13      | (1:37.64) | 5          | 小鎮風情         |
| 4/7/2010   | 尚蒂伊     | 草8f   | G1   | 莊柏德大賽         | 57公斤     | 巫斯義 | 3/8       | (1:36.3)  | 4          | 大盜迪克         |
| 25/7/2010  | 邁松拉菲特 | 草10f  | G2   | 尤金亞當錦標       | 126        | 蘇銘倫 | 57公斤    | (2:06.2)  | 3-1/2      | 承運             |
| 12/12/2010 | 沙田       | 草1400 |      | 第一班讓賽         | 116        | 勞愛德 | 4/14      | 1:22.11   | 2          | 萬事佳           |
| 1/1/2011   | 沙田       | 草1600 |      | 第一班讓賽         | 132        | 白德民 | 2/13      | 1:36.05   | 1/2        | 加州萬里         |
| 23/1/2011  | 沙田       | 草1600 | HKG1 | 香港經典一哩盃     | 126        | 白德民 | 2/12      | 1:34.43   | 1-1/4      | 天久             |
| 20/2/2011  | 沙田       | 草1800 | HKG1 | 香港經典盃         | 126        | 白德民 | 4/12      | 1:48.50   | 3          | 雄心威龍         |
| 20/3/2011  | 沙田       | 草2000 | HKG1 | 香港打吡大賽       | 126        | 勞愛德 | 2/14      | 2:01.62   | 3/4        | 雄心威龍         |
| 25/4/2011  | 沙田       | 草1600 | G1   | 冠軍一哩賽         | 126        | 白德民 | 1/14      | 1:34.71   | 1/2        | （天久）         |
| 1/10/2011  | 沙田       | 草1400 | HKG3 | 國慶盃             | 131        | 勞愛德 | 5/14      | 1:21.93   | 2-3/4      | 雄心威龍         |
| 23/10/2011 | 沙田       | 草1600 | HKG2 | 沙田錦標           | 131        | 白德民 | 2/14      | 1:34.80   | 頸         | 加州萬里         |
| 21/11/2011 | 沙田       | 草1600 | G2   | 馬會一哩錦標       | 128        | 勞愛德 | 5/12      | 1:35.01   | 3/4        | 卡達聖           |
| 11/12/2011 | 沙田       | 草1600 | G1   | 香港一哩錦標       | 126        | 白德民 | 3/14      | 1:34.04   | 頸         | 步步穩           |
| 29/1/2012  | 沙田       | 草1600 | HKG1 | 董事盃             | 126        | 勞愛德 | 3/14      | 1:34.04   | 頸         | 雄心威龍         |
| 26/2/2012  | 沙田       | 草2000 | HKG1 | 香港金盃           | 126        | 勞愛德 | 2/10      | 2:03.07   | 1-1/4      | 雄心威龍         |
| 31/3/2012  | 美丹       | 草1800 | G1   | 杜拜免稅店盃       | 57分斤     | 勞愛德 | 5/16      | 1:48.65   | 5-3/4      | 都市風光         |
| 6/5/2012   | 沙田       | 草1600 | G1   | 冠軍一哩賽         | 126        | 麥道朗 | 1/14      | 1:35.23   | 1/2        | （精彩日子）     |
| 17/6/2012  | 沙田       | 草1400 | HKG3 | 精英盃             | 133        | 郭立基 | 11/14     | 1:22.83   | 6-3/4      | 雅雪             |
| 18/11/2012 | 沙田       | 草1600 | G2   | 馬會一哩錦標       | 128        | 柏寶   | 5/10      | 1:34.68   | 3-1/2      | 精彩日子         |
| 9/12/2012  | 沙田       | 草1600 | G1   | 香港一哩錦標       | 126        | 麥道朗 | 7/12      | 1:34.67   | 3-1/2      | 雄心威龍         |
| 20/1/2013  | 沙田       | 草1600 | HKG1 | 董事盃             | 126        | 馬偉昌 | 14/14     | 1:35.19   | 9          | 精彩日子         |
| 24/2/2013  | 沙田       | 草2000 | HKG1 | 香港金盃           | 126        | 韋達   | 3/11      | 2:03.44   | 2-3/4      | 軍事出擊         |
| 7/4/2013   | 沙田       | 草1600 | HKG2 | 主席錦標           | 128        | 潘頓   | 5/10      | 1:35.03   | 3-1/4      | 包裝博士         |
| 5/5/2013   | 沙田       | 草1600 | G1   | 冠軍一哩賽         | 126        | 麥道朗 | 6/9       | 1:34.04   | 4          | 花月春風         |
| 1/10/2013  | 沙田       | 草1400 | HKG3 | 國慶盃             | 130        | 馬偉昌 | 12/14     | 1:21.71   | 6-1/4      | 大運財           |
| 27/10/2013 | 沙田       | 草1600 | HKG2 | 沙田錦標           | 121        | 郭能   | 9/12      | 1:34.93   | 5-1/2      | 大運財           |
| 17/11/2013 | 沙田       | 草1600 | G2   | 馬會一哩錦標       | 123        | 潘頓   | 3/9       | 1:34.09   | 1-1/4      | 大運財           |
| 8/12/2013  | 沙田       | 草1600 | G1   | 香港一哩錦標       | 126        | 潘頓   | 9/14      | 1:34.59   | 6-1/4      | 精彩日子         |

## 詳細血統
父系Xaar是歐洲冠軍兩歲馬，曾勝出杜何斯特錦標，雖然自1998年4月以後從未勝出賽事，但仍然保持上名，退役後在南北半球配種。母系Great Joy在德國出賽取得一場賽事，出自外祖父Grand Lodge，當中軍事攻略母系三代近親有不少為分級賽冠軍。

## 外部連結
- 香港賽馬會
- 血統表 （页面存档备份，存于）